# Nagroda Miasta Stołecznego Warszawy

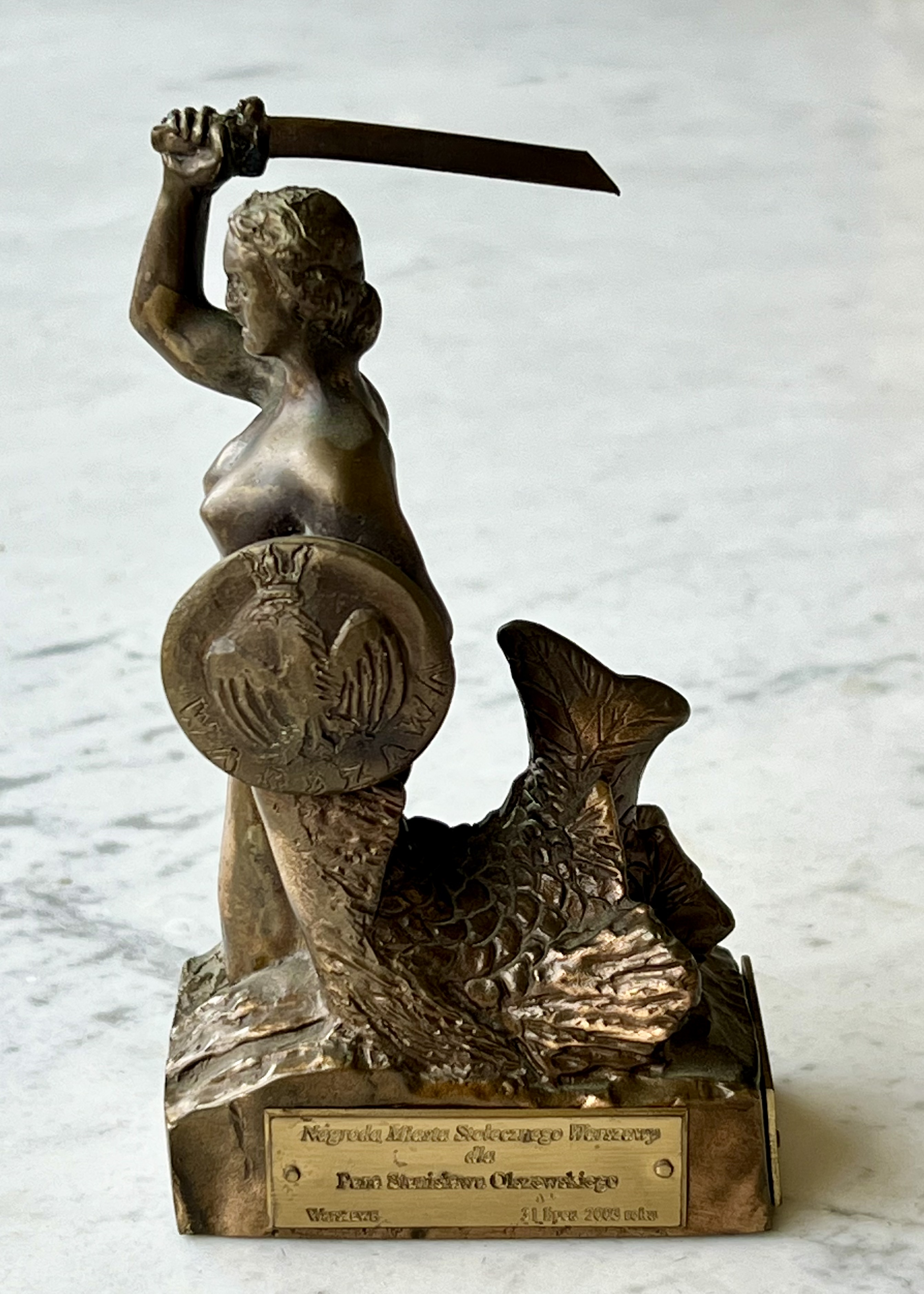
Statuetka Nagrody m. st. Warszawy

Nagroda Miasta Stołecznego Warszawy, skr. Nagroda m.st. Warszawy – nagroda przyznawana przez Radę Miasta Stołecznego Warszawy osobom lub zespołom osób szczególnie zasłużonym dla Stolicy Rzeczypospolitej Polskiej.

## Historia
Została wprowadzona statutem m.st. Warszawy z 27 marca 1995. Szczegółowe przepisy dotyczące nagrody uregulowała uchwała z 1996. Nie pojawiła się w nowym statucie m.st. Warszawy z 2002, a została ponownie ustanowiona w 2003. Kolejny statut miejski z 2008 zmodyfikował zasady nominacji do nagrody (m.in. zwiększono liczbę radnych wnioskujących z 3 do 10), co potwierdziła trzy miesiące później specjalna uchwała, która doprecyzowała przepisy.

## Charakterystyka
W latach 1995–2015 przyznawana była uchwałą Rady na wniosek: Prezydenta, Zarządu, przewodniczącego lub wiceprzewodniczącego Rady, komisji Rady, grupy co najmniej 3 radnych lub rady gminy warszawskiej. Mogła się wiązać z przyznaniem wyróżnionej osobie lub zespołowi określonej kwoty pieniężnej albo nagrody rzeczowej. Zgodnie z aktualnym regulaminem z 2015 nagroda przyznawana jest na wniosek: przewodniczącego lub wiceprzewodniczącego Rady m.st. Warszawy, Prezydenta m.st. Warszawy, komisji Rady m.st. Warszawy, grupy co najmniej 10 radnych Rady m.st. Warszawy lub rady dzielnicy m.st. Warszawy.
Do 2015 była wręczana w postaci statuetki Syreny Warszawskiej i znaczka (lekko wypukła oznaka, wykonana w srebrze, z zapięciem na zacisk), będącego symbolem nagrody, a także dyplomu okolicznościowego.
Obecnie laureaci otrzymują: statuetkę Syreny Warszawskiej, oznakę nagrody i dyplom. Nagroda może wiązać się z jednoczesnym przyznaniem kwoty pieniężnej, albo nagrody rzeczowej, która nie może przekraczać wysokości pięciokrotnego przeciętnego miesięcznego wynagrodzenia brutto, określonego dla Warszawy w miesiącu poprzedzającym przyznanie nagrody, z możliwością zaokrąglenia do 100 złotych w górę.
Uroczystego wręczenia nagrody dokonuje Przewodniczący Rady Miasta Stołecznego Warszawy na uroczystej sesji Rady Miasta Stołecznego Warszawy z okazji Dnia Pamięci Warszawy albo podczas innej uroczystości.
Rejestr odznaczonych prowadzony jest od początku istnienia nagrody czyli od 1996.

## Wygląd
Statuetka – wykonana na podstawie rzeźby Ludwiki Nitschowej stojącej na Powiślu w Warszawie nad Wisłą, z metalu koloru brązu, o wymiarach: wysokość całkowita statuetki 145 mm, wysokość postaci 125 mm, na cokole o wymiarach  20 × 40 × 75 mm z pozłacaną tabliczką o wymiarach 16 × 52 mm, mocowaną czterema dekoracyjnymi bolcami na bocznej, lewej stronie cokołu, z majuskułowym napisem w czterech wersach: „NAGRODA M.ST. WARSZAWY DLA ... 20... R.”, z napisem na tylnej ścianie cokołu, w jego górnej, lewej części: „STATUETKA WYKONANA NA PODSTAWIE RZEŹBY ART. RZEŹB. LUDWIKI NITSCHOWEJ”, z kolejnym numerem nadania wytłoczonym na środku dolnej płaszczyzny cokołu.
Oznaka – srebrna, prostokątna, o wymiarach  21 × 14 mm, przedstawiająca wypukły wizerunek Syreny Warszawskiej, z majuskułowym wypukłym napisem u dołu: „WARSZAWA”, przypinana sztyftem z zapięciem zaciskowym na lewej klapie ubioru z kołnierzem wykładanym lub na tej wysokości, a w służbach mundurowych zgodnie z przepisami tych służb.